# مقام النبي إلياس
مقام النبي الياس هو معلم ديني يقع في وسط قرية النبي إلياس شرق مدينة قلقيلية في الضفة الغربية، ويحتوي على قبر اثري للنبي الياس، ومسجد يعود للفترة المملوكية، تم بناؤهما في عصر السلطان الظاهر "جقمق" عام 1485.
على الأغلب أن جسد النبي غير مدفون في هذا المقام.